# Kavinsky
Vincent Belorgey, mais conhecido como Kavinsky (Paris, 31 de julho de 1975), é um DJ francês. Tendo sido comparado com artistas similares da cena  French house, como Daft Punk e Danger, ele alcançou notabilidade após sua produção "Nightcall" tornar-se um sucesso e fazer parte do filme Drive.

## Discografia

### Albuns de estúdio
| Ano  | Album e detalhes                                                                                     | Posição nas tabelas musicais | Posição nas tabelas musicais | Posição nas tabelas musicais | Posição nas tabelas musicais |
| Ano  | Album e detalhes                                                                                     | FRA                          | BEL (Vl)                     | BEL (Wa)                     | SUI                          |
| ---- | --- | ---------------------------- | ---------------------------- | ---------------------------- | ---------------------------- |
| 2013 | OutRun - Lançamento: 22 de fevereiro de 2013 - Gravadora: Record Makers - Formatos: Download digital | 2                            | 37                           | 28                           | 38                           |

### EPs
| Ano  | Título                            | Data de lançamento | Gravadora           |
| ---- | --------------------------------- | ------------------ | ------------------- |
| 2006 | Teddy Boy                         | Jan 16, 2006       | Record Makers       |
| 2007 | 1986                              | Fev 20, 2007       | Record Makers       |
| 2008 | Blazer                            | Jul 1, 2008        | Fool's Gold Records |
| 2010 | Nightcall                         | Mar 26, 2010       | Record Makers       |
| 2011 | Nightcall (Edição de aniversário) | Nov 11, 2011       | Record Makers       |
| 2013 | ProtoVision                       | Feb 11, 2013       | Record Makers       |
| 2013 | Odd Look                          | Feb 22, 2013       | Record Makers       |

### Singles
| Ano  | Título                        | Posição nas tabelas musicais | Posição nas tabelas musicais | Posição nas tabelas musicais | Posição nas tabelas musicais | Posição nas tabelas musicais | Album                |
| Ano  | Título                        | FR                           | BEL Fl                       | BEL Wa Ultratop              | BEL Wa Ultratip              | SWI                          | Album                |
| ---- | ----------------------------- | ---------------------------- | ---------------------------- | ---------------------------- | ---------------------------- | ---------------------------- | -------------------- |
| 2010 | "Nightcall" (feat. Lovefoxxx) | 10                           | 28                           | 16                           | —                            | —                            | OutRun               |
| 2012 | "Roadgame"                    | 12                           | —                            | —                            | 32                           | 74                           | OutRun               |
| 2012 | "ProtoVision"                 | 52                           | —                            | —                            | —                            | —                            | OutRun               |
| 2013 | "Odd Look" (feat. SebastiAn)  | 46                           | —                            | —                            | —                            | —                            | OutRun               |
| 2013 | "Blizzard"                    | 167                          | —                            | —                            | —                            | —                            | OutRun               |
| 2013 | "Odd Look" (feat. The Weeknd) | —                            | 18                           | 10                           | —                            | —                            | Odd Look e Kiss Land |

### Remixes
| Ano  | Artista           | Título              |
| ---- | ----------------- | ------------------- |
| 2007 | Klaxons           | "Gravity's Rainbow" |
| 2009 | Sébastien Tellier | "Roche"             |
| 2011 | SebastiAn         | "Embody"            |

### Videoclipes
| Ano  | Título                 | Diretor           | Data de lançamento | Gravadora      |
| ---- | ---------------------- | ----------------- | ------------------ | -------------- |
| 2006 | "Testarossa Autodrive" | Jonas & François  | Jun 23, 2006       | Records Makers |
| 2009 | "Dead Cruiser"         | -                 | Fev, 2009          | Records Makers |
| 2012 | "ProtoVision"          | Marcus Herring    | Dez 12, 2012       | Records Makers |
| 2013 | "Odd Look"             | Marcus Herring    | Ago 6, 2013        | Records Makers |
| 2021 | "Renegade"             | Alexandre Courtès | Nov 19, 2021       | Records Makers |
| 2022 | "Cameo"                | Filip Nilsson     | mar 25, 2022       | Records Makers |

### Trilhas sonoras
- The Lincoln Lawyer (2011)
- Drive (2011)